# Blodhemn
Blodhemn è il quarto album in studio del gruppo musicale progressive black metal norvegese Enslaved, pubblicato nel 1998.

## Tracce
1. Intro. Audhumla, Birth of the Worlds – 1:11
2. I lenker til Ragnarök – 5:39
3. Urtical Gods – 3:20
4. Ansuz Astral – 4:55
5. Nidingaslakt – 3:23
6. Eit auga til Mímir – 4:25
7. Blodhemn – 5:33
8. Brisinghamen – 3:32
9. Suttungs Mjød – 7:47

## Formazione
- Ivar Bjørnson - chitarra, tastiere
- Grutle Kjellson - voce, basso
- Richard Kronheim - chitarra
- Dirge Rep - batteria